# Deutsche Zeppelin Reederei
Deutsche Zeppelin Reederei é uma empresa da Alemanha que fora fundada em 2001. A empresa está localizada em Friedrichshafen, na Alemanha.